# Kristy Swanson
Kristen Noel "Kristy" Swanson, född 19 december 1969 i Mission Viejo i Kalifornien, är en amerikansk skådespelare. Hennes genombrottsroll var som Buffy i Buffy vampyrdödaren (1992).
Swanson fick sin filmdebut år 1986 då hon medverkade bland annat i två filmer av John Hughes, först i en roll utan en enda replik i Pretty in Pink och sedan i Fira med Ferris.

## Filmografi
- 1985 – Cagney och Lacey (TV-serie) (1 avsnitt)
- 1986 – Fira med Ferris
- 1986 – Pretty in Pink
- 1987 – Blomblad för vinden
- 1987–1988 – Knots Landing (TV-serie) (8 avsnitt)
- 1991 – Hot Shots! Höjdarna!
- 1992 – Buffy vampyrdödaren
- 1995 – Livets hårda skola
- 1996 – Fantomen
- 1998–1999 – Early Edition (TV-serie) (20 avsnitt)
- 1999 – Big Daddy
- 2000 – Dude, Where's My Car?
- 2003 – Just Shoot Me! (TV-serie) (1 avsnitt)
- 2004 – CSI: Miami (TV-serie) (1 avsnitt)
- 2007 – Law & Order: Criminal Intent (TV-serie) (1 avsnitt)
- 2010 – One Tree Hill (TV-serie) (1 avsnitt)
- 2011–2014 – Psych (TV-serie) (6 avsnitt)
- 2019 – SEAL Team (TV-serie) (3 avsnitt)